# Qua decet sanitate rerum magnae parenti reddimur
Qua decet sanitate rerum magnae parenti reddimur è una locuzione latina che, tradotta letteralmente, significa «Con l'igiene dovuta siamo resi alla Grande Madre delle cose».
La frase è iscritta, dal 2005 in un cartiglio posto all'interno della Sala del Commiato del Tempio Crematorio di Perugia. Dettata dal patriota ed erudito Adamo Rossi nel 1895, era precedentemente posta sul Tempio Crematorio stesso. Essa sintetizza la filosofia della cremazione, come pratica di destinazione del cadavere a seguito della morte.